# Holzwarchetal
Das Naturschutzgebiet Holzwarchetal (französisch: Vallée de la Holzwarche, niederländisch: Vallei van de Holzwarche) ist ein Natura-2000-Gebiet in der belgischen Provinz Lüttich, nahe der Ortschaften Mürringen und Rocherath in der Gemeinde Büllingen, direkt an der Grenze zu Deutschland.

## Geschichte
Die Naturschutzorganisation Natagora/BNVS begann 1978 mit dem Ankauf von Land, das biologisch sehr wertvoll ist. Die Flächen bestehen aus artenreichen, extensiv bewirtschafteten, feuchten Wiesen. Das Naturschutzgebiet Holzwarchetal weist eine hohe Artenvielfalt auf, da das Land nur auf traditionelle Weise bebaut wurde. Es ist auch ein sehr gefährdetes Gebiet und kann nur mit gezielten Schutzmaßnahmen erhalten bleiben. Das Holzwarchetal fällt heute unter die Vogelschutz- und FFH-Richtlinie (Fauna-Flora-Habitat) der Europaischen Union.
Der Gemeinderat Büllingen verabschiedete ein Globalabkommen zwischen der Gemeinde und der zuständigen Naturschutzorganisation Natagora/BNVS. Die offizielle Unterzeichnung des Abkommens fand im Juni 2008 statt. Diese beinhaltet einen Geländetausch sowie einen Erbpachtvertrag. Ziel dieses Abkommens ist der Erhalt und die Wiederherstellung land- und forstwirtschaftlicher Lebensräume, die die Existenz einer reichhaltigen und vielfältigen, wildlebenden Fauna und Flora sichert. Ein Geländetausch hat den Vorteil, dass größere, zusammenhängende Flächen geschaffen werden können. Somit werden die Pflege und die maschinelle Bearbeitung der Talwiesen vereinfacht bzw. verbessert.

## Landschaftsbild
Das Naturschutzgebiet Holzwarchetal variiert in der Höhe zwischen 560 und 650 über dem Meeresspiegel. Die Gegend ist bekannt für ihren botanischen Reichtum. Aufgrund der hohen Niederschläge, der Höhenlage und des kühlen Klimas haben sich in den Quellgebieten am „Kappertzvenn“ und am Weißen Stein, dem zweithöchsten Punkt Belgiens, Pflanzengesellschaften halten können, die durchaus nordischen Charakter haben.
In der ersten Aprilhälfte sind tausende gelbe Narzissen (Narcissus pseudonarcissus) in den ausgedehnten Wiesen entlang der Holzwarche zu sehen. Dieses Bild zieht jedes Jahr viele Besucher an. Ab der zweiten Maihälfte gibt es weitere interessante Pflanzen wie die Berg-Flockenblume (Centaurea montana), die Bärwurz (Meum athamanticum) und den Schlangen-Knöterich (Persicaria bistorta).
Die Flora des Holzwarchetals wurde also wesentlich durch die mehrtausendjährige wechselhafte Landschaftsgeschichte des Hochardennenraums geprägt und ist somit ein wichtiges kulturhistorisches Zeugnis.

## Natura 2000

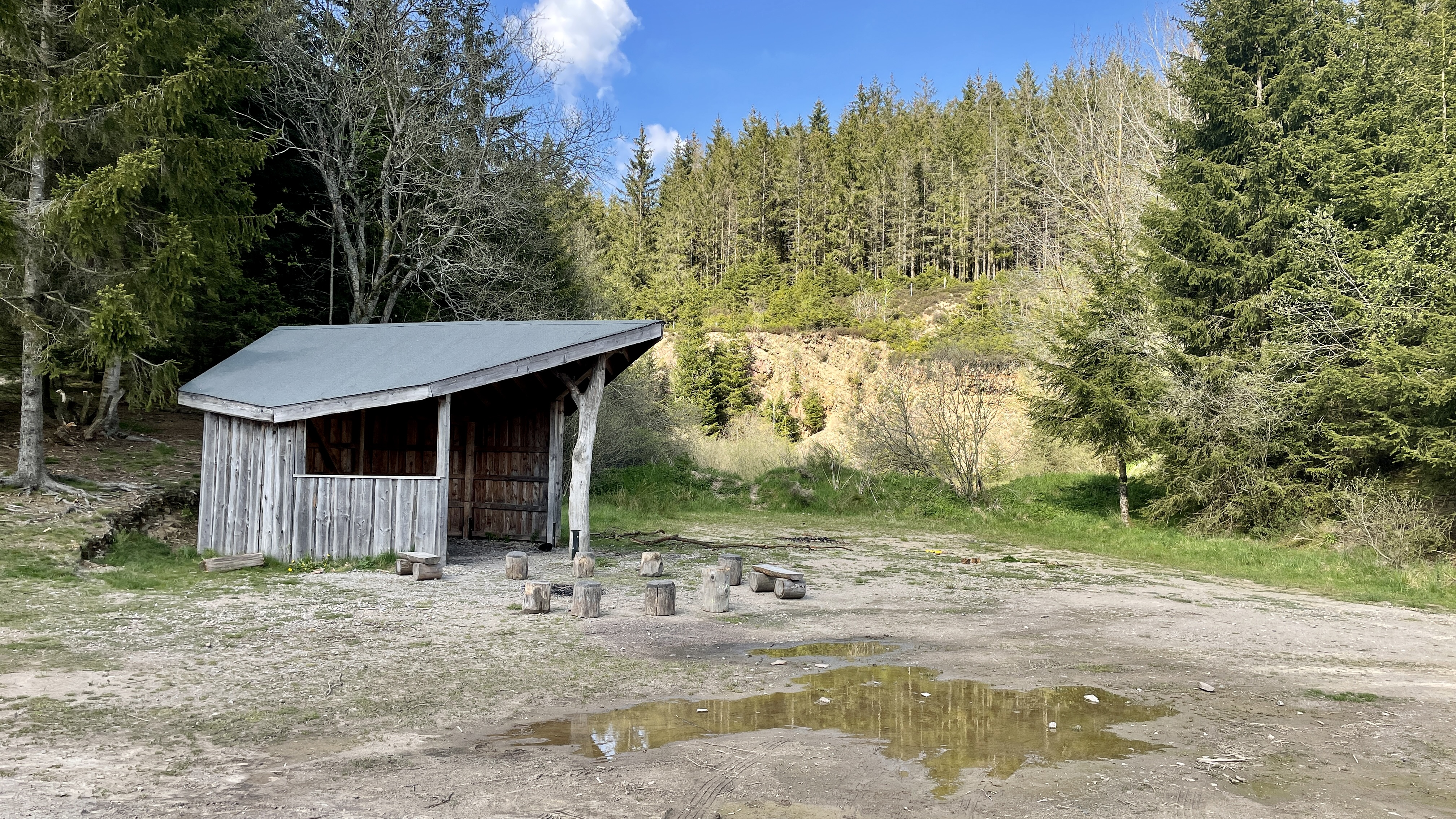
Waldhütte im Holzwarchetal

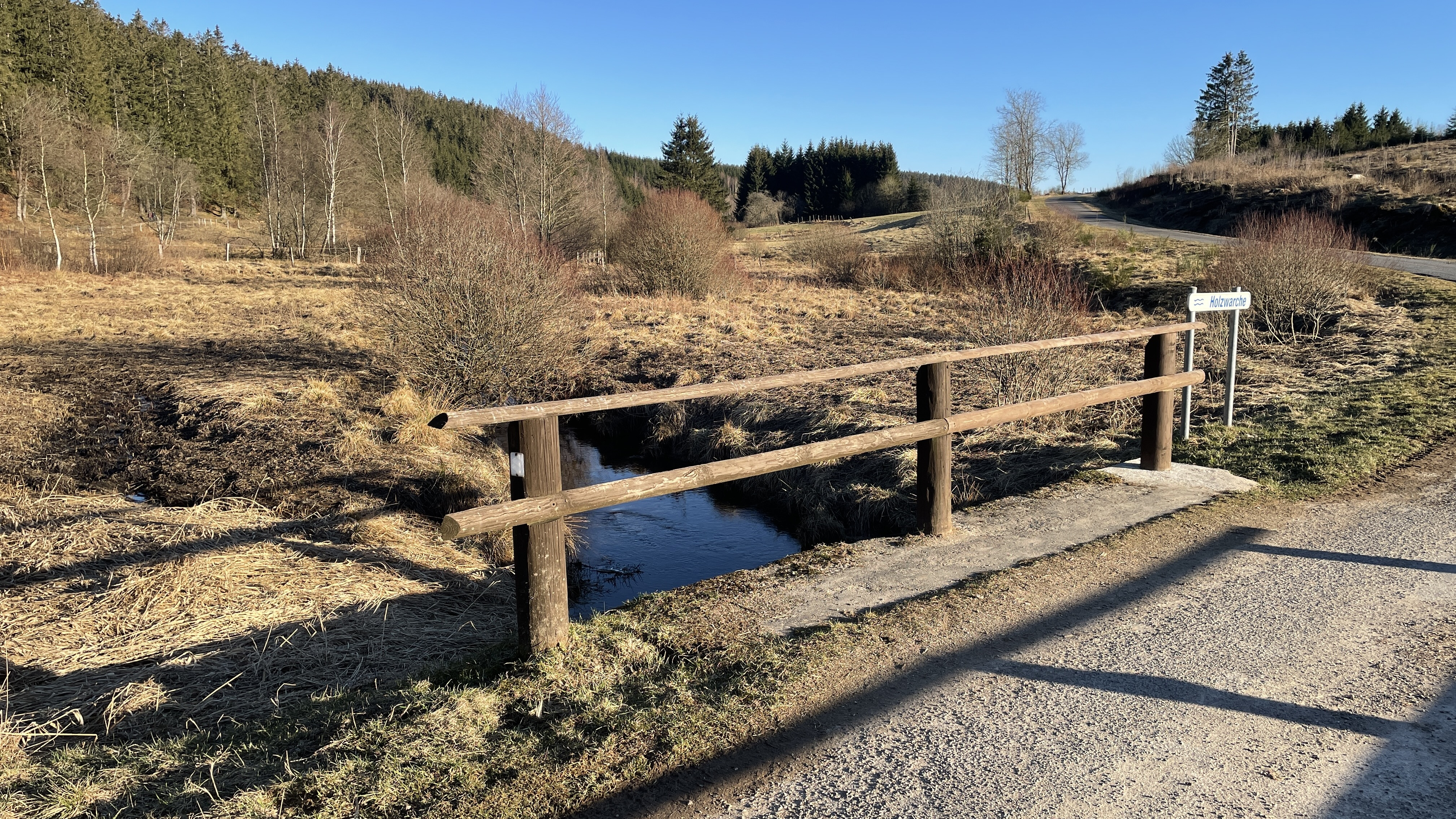
Die Holzwarche

Aufgrund des Vorkommens seltener und schutzbedürftiger Pflanzen- und Tierarten ist das Holzwarchetal seit 1978 auf einer Fläche von 3.389,6 ha als Naturschutzgebiet ausgewiesen. 
 Es gehört seither auch zu den belgischen FFH-Gebieten des europäischen Schutzgebietssystems Natura 2000. 

### Vogelarten im Holzwarchetal
- Schwarzstorch (Ciconia nigra)
- Wespenbussard (Pernis apivorus)
- Rotmilan (Milvus milvus)
- Bekassine (Gallinago gallinago)
- Raufußkauz (Aegolius funereus)
- Eisvogel (Alcedo atthis)
- Schwarzspecht (Dryocopus martius)
- Neuntöter (Lanius collurio)
- Raubwürger (Lanius excubitor)
- Braunkehlchen (Saxicola rubetra)

Zu den Lebensräumen gehören der blauschillernde Feuerfalter (Lycaena helle), das große Mausohr (Myotis myotis) und die Groppe (Cottus gobio). Für diese Arten sind zusätzliche Schutzmaßnahmen zu treffen.

## Holzwarche
Die Holzwarche entspringt unweit der deutsch-belgischen Grenze am Losheimergraben auf einer Höhe von 660 m ü. NN und gehört damit zu den höchstgelegenen Gewässersystemen im Gebiet des deutsch-belgischen Biotopverbunds in der Nordeifel. Sie fließt über eine Länge von 8 km erst in nördliche, dann in westliche Richtung und mündet in den Stausee von Bütgenbach. Ihr gesamter Lauf ist in einem relativ naturnahen Zustand erhalten geblieben.
Die Holzwarche ist ein Nebenbach der Warche, die wiederum in die Amel fließt. Der Name Warche ist keltischen Ursprungs.